# Micropora inexpectata
Micropora inexpectata is een mosdiertjessoort uit de familie van de Microporidae. De wetenschappelijke naam van de soort is voor het eerst geldig gepubliceerd in 2002 door Moyano.